# Rip Taylor
Charles Elmer Taylor, Jr (Washington D. C., 13 de enero de 1935-Los Ángeles, California; 6 de octubre de 2019), más conocido como Rip Taylor, fue un actor y comediante estadounidense.

## Biografía
Taylor fue hijo de una camarera llamada Elizabeth y del músico Charles Elmer Taylor. Como era común en su época, Taylor sirvió en el ejército de los Estados Unidos. Después de cumplir su servicio militar, apareció en dos episodios de la serie de televisión The Monkees en 1968. Continuó trabajando como actor de voz en la serie de dibujos animados de 1970 Ahí viene cascarrabias —interpretando al personaje principal— y La familia Addams, aportando la voz del tío Fester.
A lo largo de la década de 1970, Rip Taylor fue miembro de un jurado de celebridades invitadas frecuentemente a los programas de concurso The Hollywood Squares, To Tell the Truth y The Gong Show. Se convirtió en un habitual en Sid y Marty Krofft, Sigmund y los monstruos marinos, interpretando el papel de Sheldon y de un genio marino que vivía dentro de una concha.
Otras actuaciones incluyen la serie de televisión The Kids in the Hall. Se referían a él como el tío Rip por uno de los personajes de la serie, Buddy Cole.
En 1997, Taylor apareció en un segmento en el programa Beyond Belief: Fact or Fiction. Interpretó el papel de Elmo Middleton en el segmento titulado «El hombre en el Modelo T». También en 1997 apareció como él mismo en la comedia Amor Fraternal, en el episodio «Easy Come Easy Go». Interpretó al subsecretario general Wartle en el juego de aventura gráfica Zork: Grand Inquisitor ese mismo año.
En 2003, Taylor realizó otro cameo en la comedia de la NBC Will & Grace. En 2005 volvió a aparecer como él mismo en un episodio de George Lopez. Actuó como el chef Rappin 'Rip' en cuatro episodios de la comedia de ABC Life with Bonnie.
Tuvo una breve aparición en la película Wayne's World 2, así como en Jackass(1,2,3), en las que realizó cameos.

### Fallecimiento
El 6 de octubre de 2019 murió en el Centro Médico Cedars-Sinai en Los Ángeles, luego de haber sido hospitalizado tras sufrir una convulsión la semana anterior. En el momento su muerte, Taylor llevaba una relación de muchos años con su pareja Robert Fortney.
Fue incinerado y sus cenizas esparcidas frente a las costas de Hawái.